# ス・ト・リ・ッ・パ・ー
「ス・ト・リ・ッ・パ・ー」（ストリッパー）は、日本の歌手沢田研二の34枚目のシングルである。1981年9月21日に、アルバム『S/T/R/I/P/P/E/R』からのシングルカット曲としてポリドール・レコードより発売された。

## 解説
- 曲調は、当時流行していたストレイ・キャッツに代表されるネオロカビリーを取り入れたものとなっている。
- ジャケット写真には大きく「JULIE & EXOTICS」と書かれ、沢田とバックバンド全員が一緒に写真に写っている。
- 発表当時、朝日新聞に掲載された作詞の三浦徳子のコラムによると、当初は同じ三浦作詞の「ロカビリー症候群」という曲がリリース予定だったとされ、沢田のプロデューサー加瀬邦彦からの電話で「ス・ト・リ・ッ・パ・ー」に変更されたことを知ったという。
- 第23回日本レコード大賞編曲賞にノミネートされた[1]。
- 1989年9月20日放送の『夜のヒットスタジオDELUXE』（フジテレビ系列）で、プリンセス・プリンセスのボーカル・奥居香（現：岸谷香 ）が、インディーズ時代にこの楽曲をカバーしていたことを語っている。ちなみにこの時、沢田が歌った曲は「ポラロイドGIRL」（奥居の作曲）である。

## 収録曲
- 全編曲：伊藤銀次

1. ス・ト・リ・ッ・パ・ー（3分23秒）
  - 作詞：三浦徳子／作曲：沢田研二
2. ジャンジャンロック（2分49秒）
  - 作詞：近田春夫／作曲：沢田研二

## 参加ミュージシャン
- 沢田研二
- エキゾティクス
  - 吉田建
  - 柴山和彦
  - 上原裕
  - 安田尚哉
  - 西平彰

## カバー
ス・ト・リ・ッ・パ・ー
- 斎藤清六（1982年、アルバム『なんなんなんだ!?』収録）